# Freifeldentzerrung
Die Freifeldentzerrung ist eine Linearisierung des Frequenzgangs eines Druckmikrofons, das sich im freien Schallfeld befindet, das auch Direktschallfeld D genannt wird. Im Freifeld trifft der Schall aus einer Richtung, der Hauptrichtung 0°, im rechten Winkel auf die Membran, im Gegensatz zum Diffusfeld, das auch Raumschallfeld R genannt wird, bei dem der Schall aus allen Richtungen gleichmäßig auf die Membran fällt.

Durch Interferenz der reflektierten Schallanteile mit den direkt eintreffenden Anteilen am Immissionsort ergibt sich in der Hauptrichtung 0° eine Schalldruckpegeländerung um bis zu 6 dB für Frequenzanteile, deren Wellenlänge kleiner oder gleich dem Membrandurchmesser ist. Das ist der sogenannte Druckstau. Bei Druckgradientenmikrofonen kann es keine Freifeldentzerrung bzw. Diffusfeldentzerrung geben.
Bei einem freifeldentzerrten Mikrofon ist diese Höhenanhebung für die Haupteinfallsrichtung 0° kompensiert. Im Freifeld, also wenn keine Reflexionen vorhanden sind, ergibt sich daher ein linearer Frequenzgang. Im Diffusfeld weist das freifeldentzerrte Mikrofon insgesamt eine Höhendämpfung auf.
Analog dazu gibt es auch Mikrofone, die für das Diffusfeld entzerrt sind, bei dem also Schallanteile gleichmäßig aus allen Richtungen einfallen. Bei diffusfeldentzerrten Mikrofonen ergibt sich im Diffusfeld ein linearer Frequenzgang, im Freifeld zeigen diffusfeldentzerrte Mikrofone die oben beschriebene Höhenanhebung.
Die Freifeldentzerrung und die Diffusfeldentzerrung gibt es auch beim Kunstkopf, bei Lautsprechern und bei Kopfhörern.